# Великі Загайці

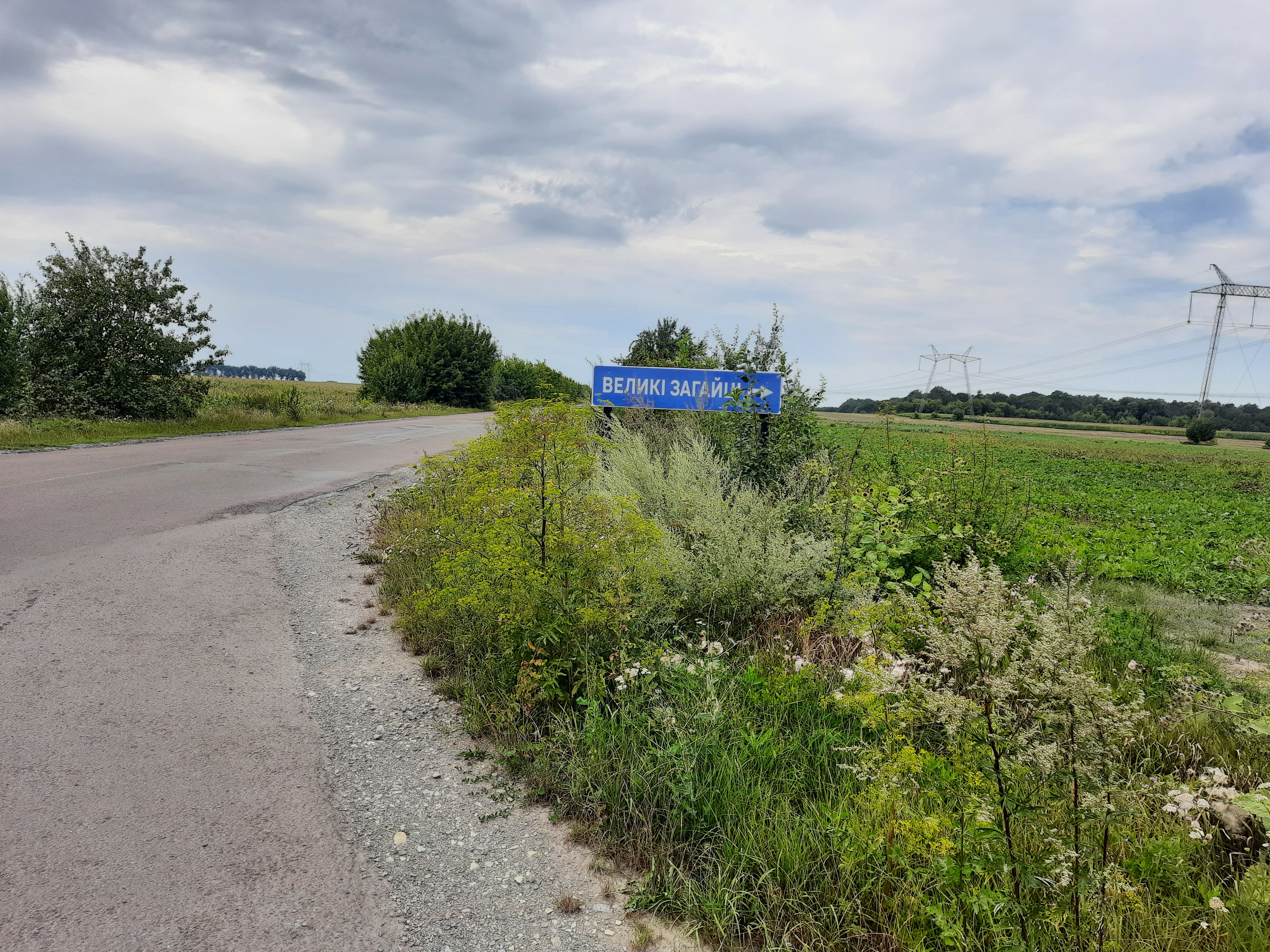
Дорожній знак при повороті на село

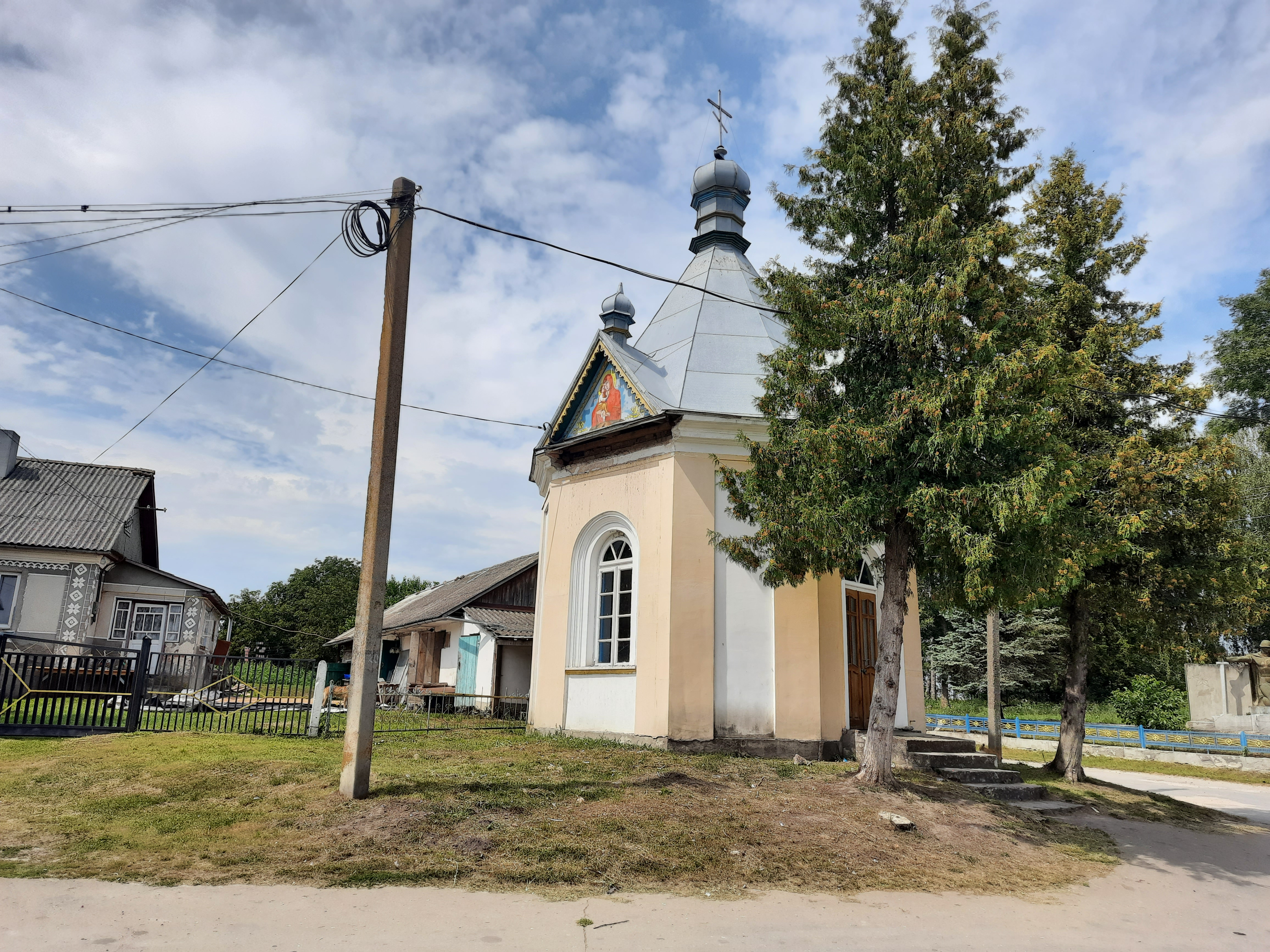
Капличка

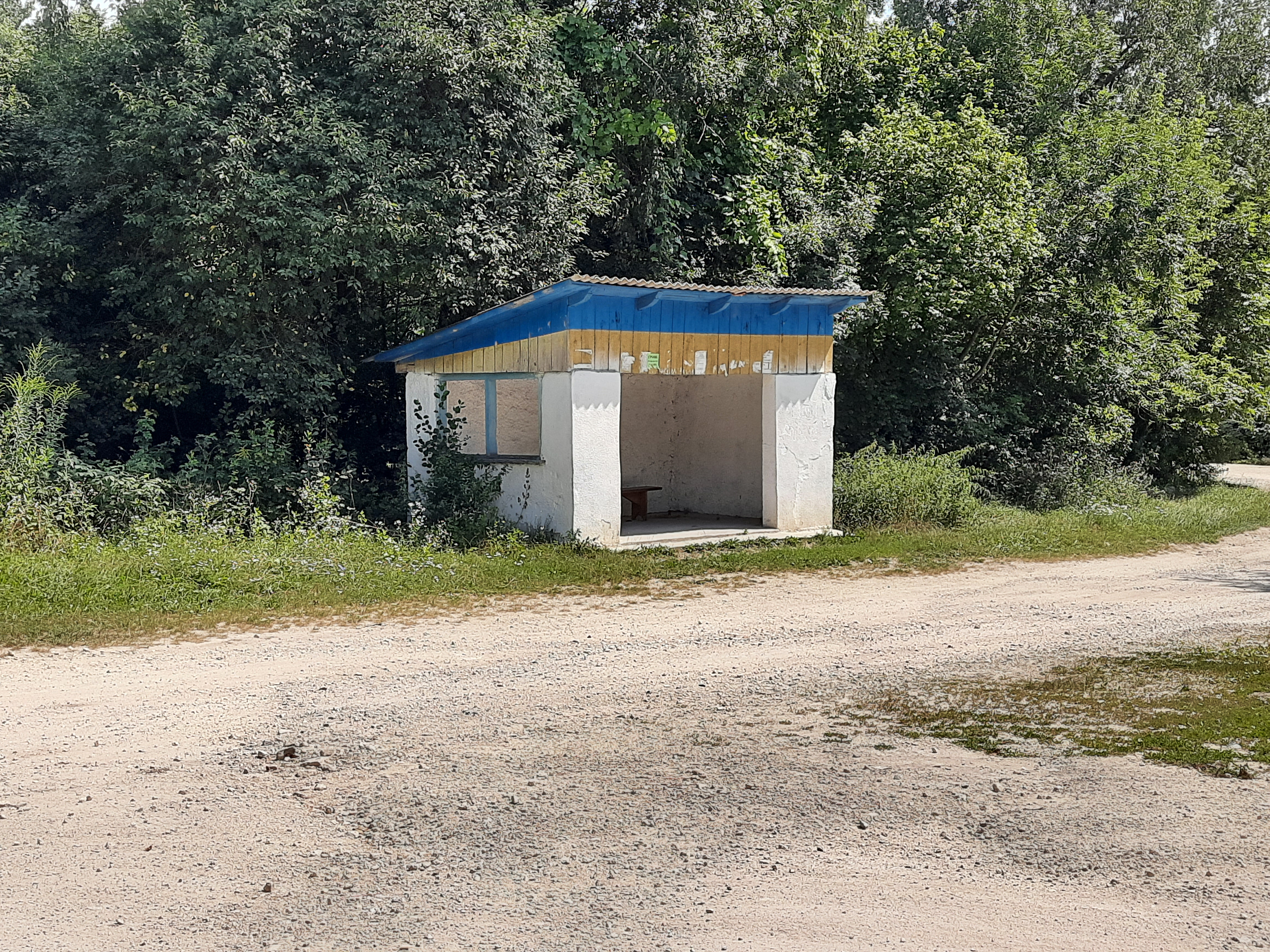
Автобусна зупинка

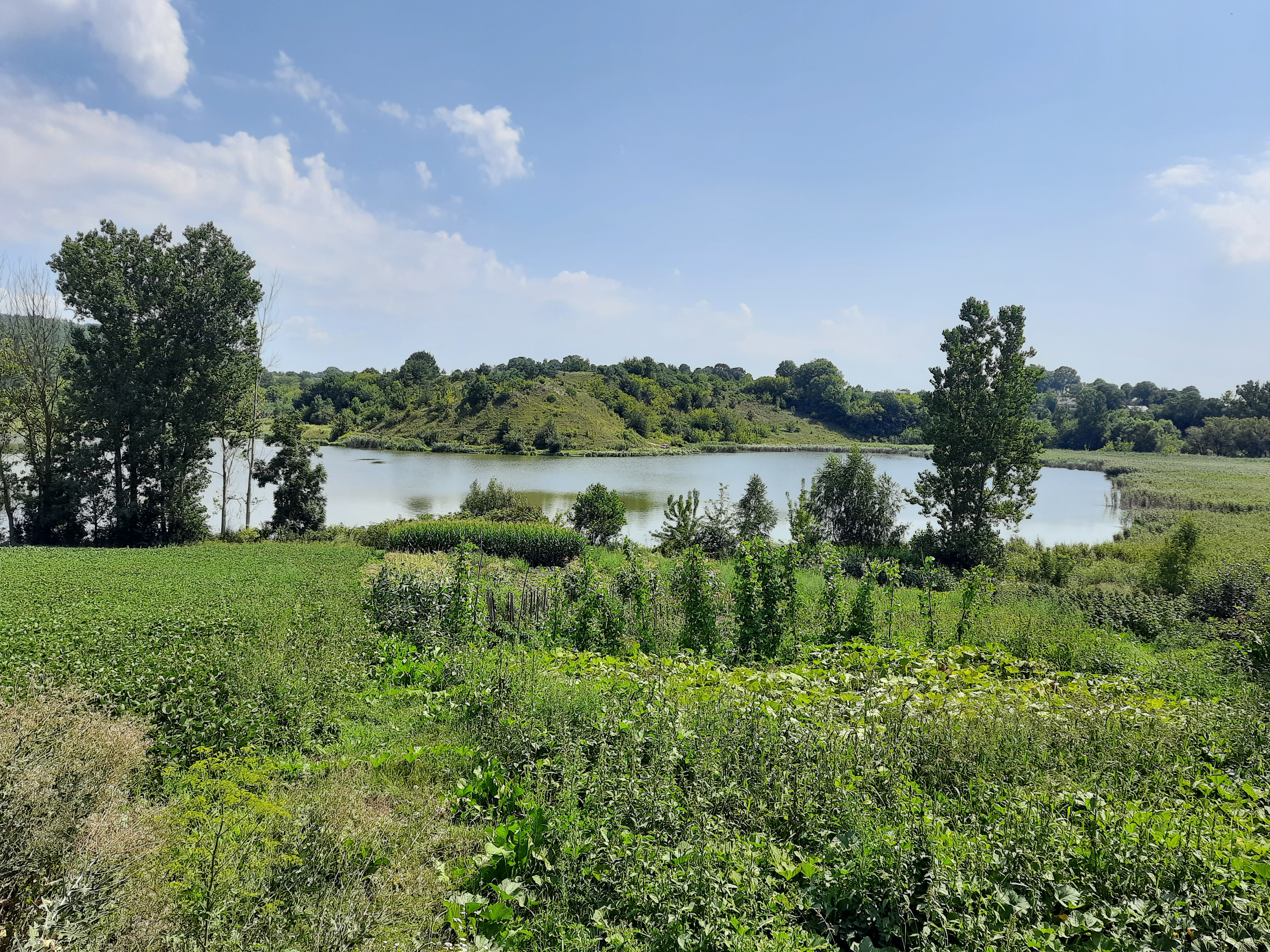
Став біля села

Вели́кі Зага́йці — село в Україні, у Великодедеркальській сільській громаді Кременецького району Тернопільської області. Розташоване на річці Вілія, на сході району. До 2020 центр сільської ради, якій були підпорядковані села Малі Загайці й Тури.
При Великих Загайцях були хутори Монастирищина, Ліс, Руда, Степ, Степанський, виключені з облікових даних у зв'язку з переселенням жителів.
Населення — 1230 осіб (2003).

## Історія
Село Загайці розкинулося на протилежних схилах глибокого річища Вілії, неподалік від його витоку, що у селі Темногайці. За З км від села проліг "Чумацький шлях", так називають у народі дорогу, яка тепер має державне значення, оскільки з’єднує Волинь і центральне Поділля (Кременець – Біла Церква). Від Загайців до Кременця – 30 км, а до Почаєва – 40 км.
Перша писемна згадка — 1345 року. Спочатку населений пункт називався Мелихи, однак після монголо-татарської навали воно зникло. В ХІІІ ст. неподалік від згарища люди, які врятувались, заснували нове поселення — Загайці, назва якого означає «за гаєм».
У 1948 р. в околицях с. Малі Загайці Дубно-Кременецькою експедицією Інституту археології АН УРСР були виявлені знаряддя з кременю епохи пізнього палеоліту. Вони засвідчили, що перші стоянки на даній території з’явилися ще 10-30 тис. років тому.
Сучасні Великі Загайці складаються з двох частин, які колись були різними селами, зокрема, на західному березі річки – Великі Загайці, а на східному – Малі Загайці. Останні виникли внаслідок переселення на монастирську зем-лю селян, господарство яких занепало або й пропало в роки Національно-визвольної війни українського народу під проводом Богдана Хмельницького.
У документах із Загаєцького монастиря, згадуються ще два посе¬лення, які існували на нинішніх загаєцьких землях у ХШ-ХУІІ ст. Це, зокрема, Мелехи (південно-східні околиці Загаєць) та Горбовиця (північні околиці Загаєць). Пам’ять про них закарбувалась у мікротопоніміці села Загайці й при-леглих до нього земель.
На околицях сучасного села Загайці збереглися топоніми, що в них відбилися епізоди його історії – від часів виникнення і до нинішніх часів. Так кожен мешканець одразу здогадається, про яку місцину в околицях села йдеться, коли чує назви: "Монастирський ліс", "Мелехи", "Горбовиця" та інші. Більшість з цих назв так чи інакше пов’язані з монастирем, заснованим ще у XVII ст. Поглянемо на них уважніше.
Загайці – територія сучасної Шумщини, яка колись була вкрита гаями та лісами. А місцевість, де тепер розташоване село Загайці, знаходилась за цими лісами або "за гаєм". Підтвердженням цієї версії є те, що в районі чима-ло сіл і міст мають назви, пов’язані з лісом: Шумбар, Підгайці, Загайці, Темногайці, Борки, Соснівка, Шумськ та ін.
Монастирський ліс – найбільший ліс у цій місцевості. Розташований на південно-східній околиці села Загайці. Колись він належав Загаєцькому монастиреві. Нині – це власність облліскомунгоспу.
Мелехи – давнє поселення біля Монастирського лісу. Припи¬нило своє існування у період Національно-визвольної війни під проводом Богдана Хмельницького. Знаходилось на південно-східній околиці села Загайці. Походження назви невідоме Горбовиця – давнє поселення, що знаходилося на північно-західній околиці села Загайці. Нині на цьому місці знаходиться курган, прозваний Ганнусиною могилою.
Замчище (Сидорівка) – гора з вапняковими останцями. За переказами, тут колись знаходився замок князів Острозьких.
Монастир – гора, на якій у 1637 р. княгинею[джерело?] Іриною Ярмолинською був заснований чоловічий монастир св. Іоанна Милостивого.
Монастирський став – водойма (став) неподалік монастиря, яка була його власністю.
Газон – територія, на якій у нинішні часи знаходиться буди¬нок культу-ри і декілька селянських хат. До середини XX ст. тут знаходився палац і великий парк при ньому, закладений наприкінці XVIII ст. Костаном[джерело?] Бобром-Пьотровицьким. У 1943 р. палац був спалений.
Ганнусина могила – за однією з легенд, у цій місцевості колись проживала гарна дівчина Ганнуся зі своєю матір’ю. Під час одного з нападів монголів красуня впала в око ханові і він запропонував їй вийти за нього заміж. Але дівчина відмовилася. Тоді хан наказав, закопати її живцем у землю. За іншою легендою, тут колись відбувся жорстокий бій між козаками і татарами. Серед козаків був вояк на прізвисько Ганнуся, який вирізнявся з-поміж інших надзвичайною красою (насправді ж це була дівчина). У тому бою вона заги-нула і була похована в кургані.
Причепилівка (Дворище) – вулиця, що розташована на схід від мона-стирського двору. Колись тут знаходилися господарські приміщення монастиря.
Скит – невеликий храм з житловими та господарськими при¬будовами, збудований у 1912 р. намісником Загаєцького монасти¬ря архімандритом Епіфанієм у монастирському лісі для старчества служителів монастиря. Зруйнований після ІІ-ї Світової війни.
Достовірні дані про час виникнення с. Великі Загайці відсутні. Існують різні версії щодо першої писемної згадки про це село. У книзі "Історія міст і сіл УРСР" вказана дата – 1345 рік [9], але на підставі яких документів до-слідники прийшли до такого висновку – невідомо. За даними монастирських документів, село вперше згадується в грамоті короля Сигізмунда І, виданій у 1513 р. в Познані Богушу Боговитиновичу на володіння, у числі яких і згаду-валися Загайці. [8]. Про село йдеться також у грамоті від 20-го червня 1546 р., виданій цим же королем Беаті Острозькій, щодо її володінь. Встановлено, що на початку XVII ст. Великі Загайці знову перебували у власності роду Бо-говитинів.
Поглянувши на вищеподані дати, можна помітити те, що Великі Загайці з невідомих причин на деякий час передавалися від Боговитинів Острозьким. Але згодом, невідомо чому, повернулися до перших.
На початку XVII ст. представниця роду Боговитинів вийшла заміж за представника іншого знаного на Волині роду – полковника польського війська Костянтина Ярмолинського. Відтоді Загайці стали власністю роду Ярмолинських. Власниками села були й син Ірини Ярмолинської Ян та онук Андрій. Пізніше село переходило по жіночій лінії у володіння різним власникам: Гумницьким, Прушинським, Блендовським.
Наприкінці XVIII ст. Великі і Малі Загайці стали власністю К. Бобра-Пьоютровицького. За резиденцію новий власник обрав Великі Загайці, які прикрасив чудовими будівлями та розкішним парком. Головною спору-дою був палац, який знаходився на місці нинішнього будинку культури. У 1705 р. у Великих Загайцях була збудована церква Воздвиження Чесного Хреста, але ким – невідомо. Проте, невдовзі вона згоріла.  р. її було відбудовано на кошти парафіян. Вона збереглася до наших часів. Церква майже вся з дерева, лише фундамент кам’я¬ний. У 1880 р. до неї була при-будована триярусна дзвіниця. [28].
Наприкінці XIX ст. власником села стає граф Євген Потоцький
За переписом у 1911 р. у Великих Загайцях нараховувалося 248 домів і 1726 жителів (на хуторі – 2 доми і 7 жителів), а у Ма¬лих Загайцях-56 домів і 355 жителів. У селі також були цукровар¬ня і цегельня.
У січні 1918 р. у селі було проголошено радянську владу, яка протри-малася до 1920 р. А з 1921р. до 1939 р. територія Загаєць входила до складу Польщі.
У 1921 р. до Польщі разом з чималою територією України, зок¬рема й Тернопіллям, відійшло й село Загайці. У нашому краї встановилася польська влада. Одразу ж розпочалася масова міграція поляків на східну Галичину та Волинь, зокрема й до Загайців. Осадники почувалися тут господарями.
Кожен з мешканців села знає про існування території під назвою "мар-кевичиве поле". Ця назва, що прийшла з минулого, пов’язана з поручником Маркевичем, який був родом із Росії та проживав у Польщі. Належало цьому панові близько 50 га землі. Для роботи на ній він наймав селян. Маркевич відрізнявся від панів тих часів, оскільки був добрим і чуйним. У нього не існувало панщини. Кожен пра¬цював сам на себе і отримував з цього власний прибуток.
На роботу до пана приходили також із сусідніх сіл. Проте загайчуки їх зустрічали вороже: закидали камінням, били. Щороку Маркевич їздив до "ре-зерву" в Польщу і в 1934 р. отримав звання капітана. Цей пан тримав еко-номію, на сезонні роботи наймав лю¬дей. У сезон просапування сільськогоспо-дарських культур, він пла¬тив по 50 грошів на день, а в жнива за один день роботи – 1 або 2 зло¬тих. "Орловий ліс" у ті часи належав різним панам – Вшинівському, Квочці та ін.
У 1932 р. відбулася комісація земель. Селянам, які мали розки¬дані "клапті" землі у різних кінцях, давали поле в якомусь одному місці. Ті, хто мали понад 6 га землі, отримували її на горбках та інших малородючих ділянках, а ті, хто мав до 6 га, – отримували найкращі поля. У 1932-1933 рр. у радянській Україні стався Голодомор, що забрав близько 10 млн. людських життів. Опосередковано він зачепив і Загайці. В се-ло приходили люди зі Східної України, розповідали, як їм доводилося ряту-ватися від голоду. Старожили пам’ятають, як "східняки" привозили різні речі та обмінювали їх на продукти харчування. Брали навіть гнилу картоплю. У ті часи монастир мав свої власні поля, на яких працювала переважна більшість мешканців Малих Загаєць.
На 1936 рік село входило до ґміни Дедеркали Кременецького повіту.
17 вересня 1939 р. у село знову повернулася радянська влада. У 1941 р. тут було організовано колгосп. Проте війна зіпсувала усі наміри влади. Під час Великої Вітчизняної війни 380 жителів села брали активну участь у бойо-вих діях. У війну село зазнало вели¬ких втрат: загинуло 227 селян. 128 селян отримали урядові нагоро¬ди. [9]. На честь загиблих воїнів-односельців у селі споруджено пам’ятник.
На початку 1950-х років на території села було 5 колгоспів. Згодом во-ни обладналися в одне колективне господарство під назвою ”Світанок". Його сільськогосподарські угіддя становили 3,4 тис. га, з яких 2,9 тис. га складали орні землі.
У 1959 р. у селі було збудовано приміщення середньої загаль-ноосвітньої школи. За даними 1973 року у ній навчалися 403 учні та працювали 34 вчителі. У тих же роках було споруджено й будинок культури на 600 місць та кінозал на 180 місць.
Заданими 1973 року у Великих Загайцях налічувалося 538 дворів, що в них проживало 1478 жителів. Точна кількість жителів у Малих Загайцях на ті часи нам невідома.
12 червня 2020 року, відповідно до розпорядження Кабінету Міністрів України № 724-р «Про визначення адміністративних центрів та затвердження територій територіальних громад Тернопільської області» увійшло до складу Великодедеркальської сільської громади.
19 липня 2020 року, в результаті адміністративно-територіальної реформи та ліквідації Шумського району, село увійшло до складу Кременецького району.

## Населення

### Мова
Розподіл населення за рідною мовою за даними перепису 2001 року:
| Мова       | Кількість | Відсоток |
| ---------- | --------- | -------- |
| українська | 1235      | 98.17%   |
| російська  | 21        | 1.67%    |
| румунська  | 2         | 0.16%    |
| Усього     | 1258      | 100%     |

## Розвиток освіти
Розвиток освіти у Загайцях має давню історію. Осередком освіти був Загаєцький святого Іоанна Милостивого монастир, при якому працювала школа, історія якої сягає у 18 століття.
«Вихованці цих шкіл не здобували великих знань, але ці школи давали можливість отримати освіту багатому й бідному, кожному, хто бажав учитися…» Це – слова із книги С. Возняка «Історія української літератури». У цій книзі згадується село Загайці і школа при монастирі.
В подальшому початкова школа у нашому селі розміщувалася в кількох пристосованих приміщеннях, у тому числі і в «ремізі», колишньому польському пожежному депо.
Семирічка, до якої ходили й діти з довколишніх сіл, була у палаці поміщиків з роду Бобрів-Піотровицьких. Закінчував семирічку Андрій Боб'юк, нині відомий письменник, лауреат премії імені Уласа Самчука.
В 1952 році у Великих Загайцях відкрито середню школу, нове приміщення якої збудоване у 1959 році.

## Пам'ятки

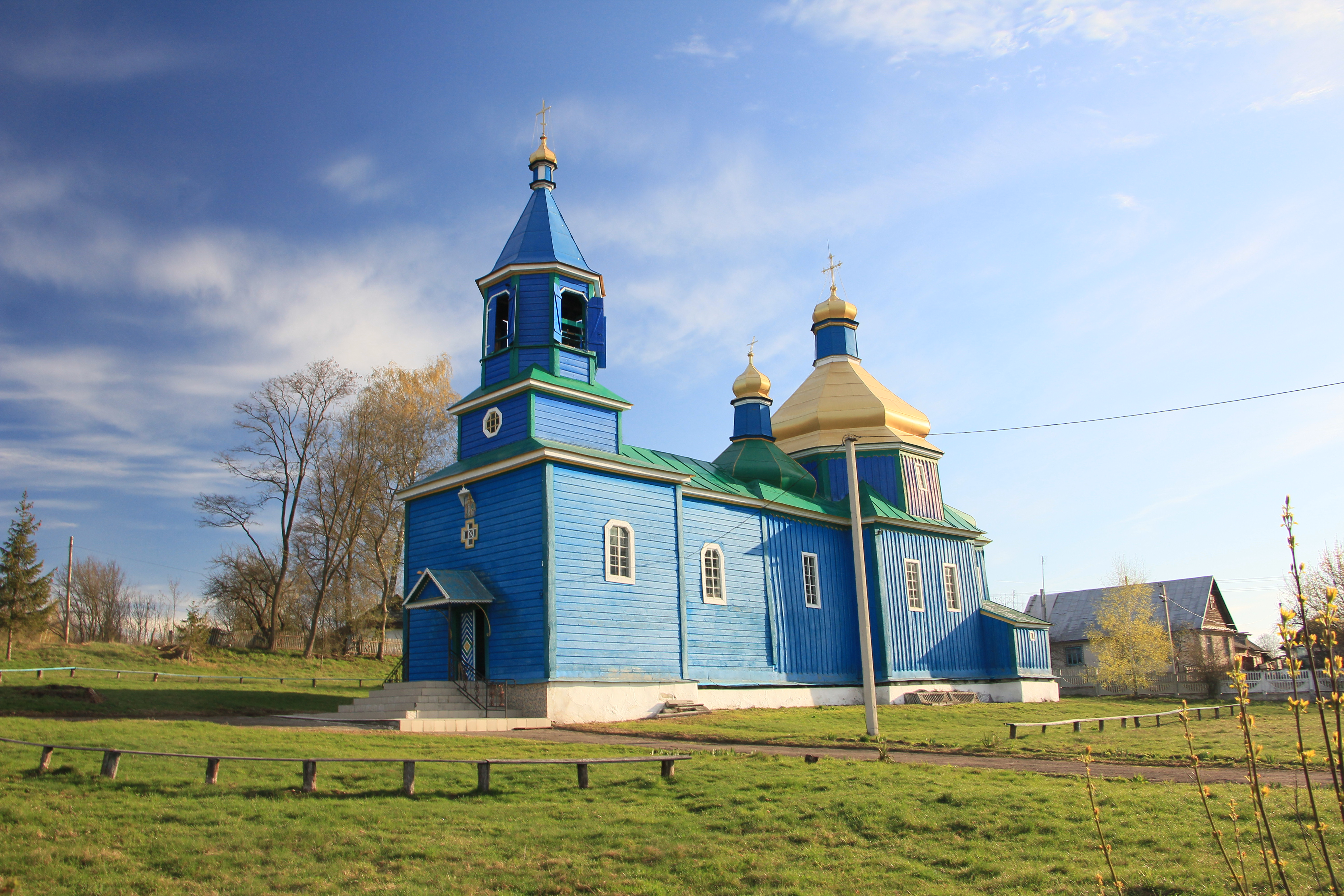
Дерев'яна церква

В селі зберігся монастир Св. Іоанна Милостивого (1625 р.).
Церква Воздвиження Чесного Хреста Господнього (1705).

## Пам'ятники
Насипана «Ганнусина могила» — на пам'ять про дівчину, яка загинула у боях з польською шляхтою в козацькому полку (середина 17 ст.).
Пам'ятники:
- полеглим у німецько-радянській війні воїнам-односельцям (1968 ),
- Г. Шостацькому (1980).

## Загаєцький палац
Про палац читаємо у V томі "Дій резиденцій на давніх Кресах речі Посполитої" Романа Афтаназі. У XVI ст. Загайці (тоді ще не Великі і Малі, а просто Загайці) належали родині Боговітинів гербу Корчак. Регіна Ірена Боговітинова після шлюбу з Костянтином Ярмолинським, отримала село у посаг. Правнучка Регіни Ева вийшла заміж за Андрія Блендовського - так Загайці перейшли до Блендовських, а потім і до Скибицьких. Саме від них наприкінці XVIII ст. село купив генерал Каетан Бубр-Піотровський (1760-1831), відомий своїми статками, скупістю і нестримною тягою до судових процесів. Хм, як я його розумію. Його маєток площею у 15 000 морґів успадкував син Теодор (1796-1860), кременецький маршалек. Теж був диваком, дуже гостинним маніяком етикету. Дружина його, Йоанна Моржковська, славилася красою, освіченістю - та фліртом з Красінським та Словацьким. Родина Бубрів перетворила Загайці на один з самих популярних волинських маєтків. Дочка Теодора Людвіка Потоцька передала Загайці своєму молодшому сину Євстафію  (народився до 1850 р. - помер до 1914 р.). Мешкав він переважно у Загайцях, та вів таке гуляще життя, що за кілька років розтринькав весь свій спадок. У 1886 р. в нього навіть коней та вози забрали на аукціон, тож маєток, що сильно зіщулився з часом і включав вже лише Загайці, Євстафій продав Олександру Дровановському. Той у 1913 р. продав садибу Адаму Камєньському. У Першу світову комплекс досить сильно постраждав.
В 1921 р. претензії на Загайці висловила державна казна. Камєнський сяк-так пробував підтримувати зруйновані маєтності, та виходило не дуже. Процес тривав до 1933 р., держава виграла. В палаці розмістилися військові. Саме вони і донищили споруду, збиваючи ліпнину. переробляючи колишні салони на житлові кімнати або склади. Двері і паркет пішли дровами у грубки. Бідний Адам Камєньський намагався залучити Товариство охорони пам'яток - безрезультатно. Вже напередодні Другої світової Загайці нічим не нагшадували колишню великопанську резиденцію. Закотилося сонце і для флігеля, і для стаєнь на 24 арабських скакунів (підлога в боксах була з паркету!), і для каплиці у глибині парку, і для класицистичного будиночка на шість помешкань для музикантів придворного оркестру, і для неоготичної будівлі адміністратора маєтку. 
Коли саме було зведено великий класицистичний палац - невідомо. Ймовірно, на початку ХІХ ст. Бубрами. 

## Соціальна сфера
У Великих Загайцях діють загальноосвітня школа І-ІІІ ступенів, Будинок культури, бібліотека, ФАП, відділення зв'язку.

## Відомі люди

### Народилися
- Анімушко Олександр —український військовослужбовець, учасник російсько-української війни[5].
- Парфеній Барболюк — живописець.
- Кирилюк Артемій (1911—1970) — художник.
- Кривуша Г. — громадський діяч, інженер.
- Кушніренко Андрій Миколайович — хоровий диригент, композитор, фольклорист, педагог, громадсько-культурний діяч, Почесний громадянин Чернівців.
- Мельничук Федір (1915–?) — діяч УПА, лицар Золотого хреста бойової заслуги УПА 2 класу.
- Мусій Роман (1969—2014) — український військовик, механік-водій гусеничної машини 5-го батальйону 24-ї окремої механізованої бригади (Яворів), загинув у зоні АТО.
- Пилипчук Сергій (08.02.1969—13.10.2022) — український військовик, учасник російсько-української війни[6].
- Шостацький Григорій Миколайович (1908—1945) — Герой Радянського Союзу.
- Федоренко Тетяна Михайлівна (1957—2010) — український журналіст, головний редактор газети «Молодь України».
- Чаплюк Микола Миколайович (1971—2022) — учитель, музикант, солдат Збройних сил України, учасник російсько-української війни.
- Квас Віктор Сергійович (1974-2025) — український військовик, учасник російсько-української війни[7].

### Померли
- Павло Карл Санґушко — 6-й Острозький ординат.

## Джерело
- В. Лашта. Великі Загайці / Тернопільський енциклопедичний словник : у 4 т. / редкол.: Г. Яворський та ін. — Тернопіль : Видавничо-поліграфічний комбінат «Збруч», 2004. — Т. 1 : А — Й. — 696 с. — ISBN 966-528-197-6.— С. 241.
- У Загайцях влаштували свято [Текст] / В. Гаврилюк // Сільський господар плюс Тернопільщина [Текст]. — 2021. — № 30 (28 лип.). — С. 10.
- У Загайцях поставили п'єсу земляка [Текст] : [автор п'єси "По смерті помирилися" Г. Тима] / В. Гаврилюк // Сільський господар плюс Тернопільщина. — 2019. — № 39 (2 жовт.). — С. 10 : фот.
- Усміхнулося 100-ліття Марії Шульган [Текст] : [жительці с. Великі Загайці, що на Шумщині] / В. Гаврилюк // Сільський господар плюс Тернопільщина [Текст]. — 2021. — № 24 (16 черв.). — С. 5 : фот.